# Trewellard
Trewellard est un village des Cornouailles, en Angleterre. Le village est situé sur la péninsule de Penwith et fait partie de la paroisse civile de St Just in Penwith.